# Dirk De Caluwé
Dirk De Caluwe (Lokeren, 1956 - 8 maart 2020) was een Belgisch dirigent, muziekpedagoog en fluitist.

## Levensloop
De Caluwe studeerde aan het Koninklijk Conservatorium te Gent, het Koninklijk Vlaams Conservatorium te Antwerpen en aan het Koninklijk Conservatorium te Brussel in de hoofdvakken dwarsfluit en orkestdirectie. Hij voltooide zijn studies door de deelname aan verschillende masterclasses in het buitenland.
Hij zamelde van 1974 tot 1978 als solist op piccolo en dwarsfluit orkestervaring in het Orkest van de Vlaamse Opera te Antwerpen. Aansluitend werkte hij van 1978 tot 2000 in het Vlaams Radio Orkest (vandaag: Brussels Philharmonic).
Vanaf 1992 was hij professor van de HaFaBra-directieklas Conservatorium Antwerpen verbonden aan de Artesis Hogeschool te Antwerpen. Hij was ook dirigent van het Harmonieorkest van het Koninklijk Vlaams Conservatorium, Antwerpen.
In 1995 debuteerde hij als orkestdirigent met het "Brussels Festivalorkest" , dat onder andere jaarlijks concertante opera-uitvoeringen verzorgt. Maar sindsdien heeft hij ook met bekende orkesten (London Philharmonic Orchestra, Philharmonisch Orkest van Praag) en solisten (Walter Boeykens, Robert Groslot, Hans Peter Janssens, Luciano Pavarotti, Plácido Domingo, José Carreras, Andrea Bocelli) als dirigent opgetreden. Hij werd sinds 2003 gastdirigent bij het Brussels Philharmonic en van de Nederlandse Kapel van de Koninklijke Luchtmacht te Amersfoort. Hij dirigeerde in 2001 de wereldpremière van de Nederlandstalige en in 2002 de Franstalige versie van het musical "Kuifje - De Zonnetempel" van Dirk Brossé. In het najaar van 2008 dirigeerde hij de musical "Daens" van Dirk Brossé.
De Caluwe was als dirigent ook bezig in de amateurwereld bij verschillende harmonie- en fanfareorkesten. Zo was hij onder andere van 1989 tot 1995 dirigent van de Koninklijke Fanfare "Sint-Cecilia", Londerzeel (Centrum) en van 1988 tot 2008 dirigent van de Koninklijke Harmonie "St.-Cecilia" Zele. Tussen mei 1990 en 2001 was hij dirigent bij concertband De Scheldezonen. Sinds april 2010 hanteerde hij het dirigentenstokje bij het Koninklijk HarmonieOrkest Schelle, en vanaf juni 2010 bij Harmonie St. Aemiliaan Bleijerheide te Kerkrade. Sinds september 2011 was hij een van de drie vaste dirigenten van het Limburgs Orkest Jeugd & Muziek (LOJM). In 2018 dirigeerde hij het Symfonieorkest Vlaanderen in de galaxy studio's Mol voor de opnames van de Studio 100 musical '40-'45. 
Hij overleed op 8 maart 2020 aan de gevolgen van kanker.